# Ariadna masculina
Ariadna masculina là một loài nhện trong họ Segestriidae.
Loài này thuộc chi Ariadna. Ariadna masculina được George Newbold Lawrence miêu tả năm 1928.